# Igor Presnyakov
Ígor Presnyakov (ruso: И́горь Преснякóв) es un virtuoso guitarrista ruso que se convirtió en una sensación de YouTube en el 2007, por sus covers únicas de canciones y por ser un virtuoso.

## Biografía
Nacido en Moscú, Unión Soviética (ahora Federación de Rusia), Ígor Presnyakov estudió música clásica en una academia cercana y, finalmente, se graduó tanto como guitarrista y un conductor de conjuntos. Se trasladó a Holanda para continuar su carrera, que ya ha durado más de 35 años. Su estilo único de guitarra acústica está influenciado por diversos géneros musicales, desde Reggae, Rock and Roll, R&B, Country, Jazz y Heavy Metal. Su atributo más característico es su estilo creativo de hacer percusión durante una canción con el cuerpo de su guitarra acústica mientras toca. Esto reproduce el sonido de varios músicos, mientras que Ígor está tocando solo. Si bien a veces canta en muchas de sus canciones originales y "covers", Ígor es más famoso por tocar las partes vocales de una canción en la guitarra mediante solos, aunque a menudo añade un sonido más suave, similar al jazz.
La popularidad de Ígor ha aumentado desde que debutó en YouTube en el 2007. En la actualidad cuenta con más de 417 millones de vistas totales y más de 1.800.000 suscriptores.
Ígor oficialmente utiliza guitarras Takamine y amplificación Fender.

### YouTube fama y reputación del mundo
Ígor, en 2010, después de recibir más de 200.000 suscriptores y más de 110.000.000 visitas de sus videos, comenzó a viajar por toda Europa. Su "cover" de guitarra más famoso es Nothing Else Matters con más de 9.000.000 visitas.  Su proyecto "Kickstarter" ha sido financiado con éxito y ahora está trabajando para conseguir su nuevo álbum.

## Álbumes
- Iggyfied (TBA)

### 2010
- Chunky Strings ft. Chape

### 2011
- Acoustic Pop Ballads
- Acoustic Rock Ballads Covers